# Josef Peukert
Josef Peukert (né le 22 janvier 1855 à Albrechtice, mort le 3 mars 1910 à Chicago) est un anarchiste autrichien. Il est surtout connu pour son autobiographie Erinnerungen eines Proletariers aus der revolutionären Arbeiterbewegung (Souvenirs d'un prolétaire sur le mouvement ouvrier révolutionnaire en français) parue en 1913.

## Biographie
Il grandit dans un milieu modeste dans le nord du royaume de Bohême. Il travaille dès l'âge de six ans à côté de son père et arrête l'école à onze ans. Il vient en Allemagne à 16 ans et vit de petits travaux.
Il participe à des associations de travailleurs sociales-démocrates puis devient communiste libertaire.
En exil à Londres, il fréquente Johann Most, ce qui le radicalise et fait de lui à son retour durant les années 1880 un propagandiste de l'action directe contre l'État et la société.
À la suite d'une série d’attentats contre les forces de l’ordre entre 1882 et 1884, et à l’accentuation de la répression et finalement l’arrestation de la plupart des dirigeants sociaux démocrates, modérés comme révolutionnaires, Peukert, parvint à fuir en Allemagne, à la veille de la promulgation, fin janvier 1884, d’une loi d’exception contre l’anarchisme.
Il participe à des journaux tels que Die Zukunft (de) ou Der Anarchist (de). En raison de son amitié avec Theodor Reuss et Victor Dave, il est condamné avec Johann Neve (de) à quinze ans de prison.
Durant les années 1890, il travaille quelques années avec Emma Goldman à New York.
Josef Peukert fut soupçonné à plusieurs reprises d’être un agent provocateur, une accusation dont il tenta de se disculper dans ses mémoires.
Son autobiographie sera remise en cause par Max Nettlau.

## Œuvre
- Erinnerungen eines Proletariers aus der revolutionären Arbeiterbewegung. Verlag Edition AV, Frankfurt/M. 2002,  (ISBN 3-936049-11-4)
- Gerechtigkeit in der Anarchie : fertig OCR
- Die Zukunft 1879 – 1884 (Wien): fertig Fraktur (kein OCR)

## Notices
- Dictionnaire international des militants anarchistes : notice biographique.

## Source, notes et références
- Lou Marin, L'anarchisme de langue allemande des origines à nos jours. Brève introduction, sommaire et point de vue subjectif d'un militant anarchiste non-violent, Centre International de Recherches sur l'Anarchisme (Marseille), s/d, lire en ligne, lire en ligne.

- (de) Cet article est partiellement ou en totalité issu de l’article de Wikipédia en allemand intitulé « Josef Peukert » (voir la liste des auteurs).

1. ↑  « http://hdl.handle.net/10622/ARCH01054 » (consulté le 2017)
2. ↑  Karl Bosl, Ferdinand Seibt: Lebensbilder zur Geschichte der böhmischen Länder
3. ↑  Dictionnaire international des militants anarchistes : notice biographique.
4. ↑  Inhaltsangabe der Erinnerungen eines Proletariers aus der revolutionären Arbeiterbewegung